# Rogelio Marcelo
Rogelio Marcelo García (ur. 11 czerwca 1965 w Guantánamo) – kubański bokser kategorii papierowej. 
Jest złotym medalistą letnich igrzysk olimpijskich w Barcelonie, w finale zmagań pokonał Bułgara Danieła Petrowa. W karierze sięgnął też po srebrne medale mistrzostw świata w 1989 i 1991 roku oraz po złoty medal igrzysk panamerykańskich w 1991 roku.